# Le Baobab fou
Le Baobab fou est le tout premier roman de l'écrivaine sénégalaise Ken Bugul publié en 1984 aux Nouvelles Éditions africaines de Dakar. Le Baobab fou a été publié dans la collection « Vies d'Afrique ». Il s'agit du premier roman d'une trilogie composée également de Cendres et braises publié en 1994 aux Éditions L'Harmattan et de Riwan ou le chemin de sable publié en 1999 chez Présence africaine.
La découverte de l'Occident pour Ken Bugul est un véritable revirement. C'est un roman d'introspection à la recherche de soi et une quête d'appartenance.

## Résumé

### La quête de soi
Le Baobab fou suit le récit de la vie de l'auteure, abandonnée à l'âge de 5 ans par sa mère qui s'est rendue en ville. La jeune fille se retrouve alors avec un père âgé de 85 ans et la coépouse de sa mère. Ken Bugul voit l'école française comme un chemin de traverse, elle trouve refuge dans une école française qui va la mener, après l'obtention de son baccalauréat au Sénégal, à obtenir une bourse d'études pour suivre ses études supérieures en Belgique. Le tiraillement identitaire de la protagoniste commence dès l'aéroport avant son embarquement pour la « terre promise ». Le contact de Ken Bugul avec l'Europe se traduit par un choc, le désarroi et mille et une expériences. En Belgique, elle est déboussolée et sa vie va basculer lorsqu'elle tombe amoureuse d'un étudiant belge, de qui elle tombe enceinte et se fait avorter. À partir de cet épisode, Ken Bugul arrête ses études et entreprend une quête identitaire qui va la mener à la drogue, au sexe et à la prostitution.

### Le mirage européen
Depuis le départ de sa mère, la jeune fille de 5 ans s'est sentie en marge de sa famille. L'école occidentale va devenir un exutoire pour Ken Bugul. Elle pensait combler le vide affectif et le départ de la mère par son assiduité à l'école. La culture occidentale, les clichés romantiques, « nos ancêtres les Gaulois » ont émerveillé la jeune fille qui va rêver de vivre une vie à l'occidentale comme dans les manuels scolaires étudiés en classe. Cet idéal va se briser dès son atterrissage à l'aéroport de Paris-Charles-de-Gaulle : son transfert à l'aéroport d'Orly par le boulevard périphérique lui donne le sentiment d'être dans un espace étrange, « calme » et « gris ». Ce sentiment va se perpétuer pendant le début de son séjour à Bruxelles. Le désenchantement de Ken Bugul commence après sa première idylle européenne ce qui va l'amener à constater que l'Europe aussi a ses « réalités » et que ses ancêtres ne sont pas « les Gaulois ». L'auteure va ainsi entamer une quête identitaire qui va lui permettre de rentrer en immersion dans la « réalité » occidentale. Elle connaîtra une descente aux enfers dans le « Nord Terre promise » qui va se conjuguer avec son initiation aux drogues dures, au lesbianisme, à la prostitution… La jeune fille qui a grandi à l'ombre du baobab se retrouve entre deux mondes différents : le monde traditionnel africain et le monde moderne occidental.

## Personnages

### Personnages principaux
Dans Le Baobab fou, figurent deux personnages principaux : Ken Bugul et le baobab.
- Ken Bugul est le personnage principal de son roman. Dans la première partie, Ken Bugul décrit sa naissance sous la forme d'un mythe allégorique[précision nécessaire] dans une bourgade de Malem-Hodar. Il s'agit d'une jeune fille sénégalaise qui part poursuivre ses études supérieures en Belgique en 1971. C'est alors l'arrivée dans un nouveau monde tant sur le plan culturel, idéologique, social et même humain. C'est cette période parsemée de troubles que nous relate l'auteure dans son roman.

- Le second principal est un personnage « hors-norme », un personnage-témoin : le baobab. Le baobab est le seul témoin de Ken Bugul dans sa quête perpétuelle de son « soi ». Le chaos intérieur du personnage et tous ses tourments liés à son enfance difficile ont été vécus au pied de ce baobab.

### Personnages secondaires
Plusieurs personnages secondaires interviennent dans le récit, souvent de manière furtive : 
- Fodé Ndao : jeune homme qui ouvre la première partie du roman. Il est le frère de Coudou.
- Coudou : jeune fille qui précède Fodé dans le conte mythique au début du roman. Les deux personnages ont habité le même village, Malem-Hodar, où est née Ken Bugul.
- Léonora : amie italienne de Ken Bugul. Elle va être d'une aide inestimable à Ken Bugul pour se reconstruire après son avortement.
- Louis : jeune étudiant belge qui aime beaucoup l'Afrique. Il est le premier amant de Ken Bugul et celui dont elle va tomber enceinte.
- Jean Wermer : artiste et amant de Ken Bugul.
- François : artiste et amant de Jean Wermer.
- Les Delanoêl : jeune couple belge, amis de Ken Bugul.
- Soueymane : compatriote de Ken Bugul.